# Romeins-Perzische oorlogen

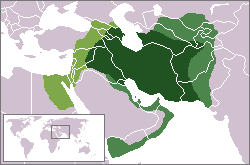
Het rijk van de Sassaniden in c. 620

De Romeins-Perzische oorlogen vonden plaats tussen 92 voor Chr. tot 628 na Chr. Ze werden gevoerd door het  Romeins-Byzantijnse Rijk aan de ene zijde en het Perzische Rijk van de Parthen en Sassaniden aan de andere zijde in het Midden-Oosten, de Levant, Klein-Azië en Armenië. De oorlogen werden afgewisseld met periodes van vrede.
Men deelt ze in in drie periodes:
1. Romeins-Parthische oorlogen (92 v.Chr.-226 n.Chr.)
2. Romeins-Sassanidische oorlogen (226-476)
3. Byzantijns-Sassanidische oorlogen (476-628)

## Romeins-Parthische oorlogen (92 v.Chr.-226 n.Chr.)
- Slag bij Carrhae (53 v.Chr.)
- Slag bij Ctesiphon (165)
- Slag bij Ctesiphon (198)
- Slag bij Nisibis (217)

## Romeins-Sassanidische oorlogen (226-476)
- oorlog met Shapur I
  - Slag bij Rhesaina (243)
  - Slag bij Misiche (244)
  - Slag bij Barbalissos (252)
  - Slag bij Edessa (260)
  - Slag bij Ctesiphon (263) onder leiding van Odaenathus, koning van Palmyra.

- Vrede van Nisibis (299)

- Oorlog met Shapur II (337–350 en 358-363)
  - Beleg van Singara (344)
  - Beleg van Amida (359)
  - Julianus' Perzische Veldtocht
    - Slag bij Ctesiphon (363)
    - Slag bij Samarra (363): keizer Julianus Apostata sneuvelt

- Oorlog met Bahram V (421-422)

## Byzantijns-Sassanidische oorlogen (476-628)
- Oorlog met Kavad I
  - Anastasische Oorlog (502-505)
    - Beleg van Amida

  - Iberische Oorlog (526-532)
    - Slag bij Dara (530) (zie Belisarius)

- Oorlog met Khusro I
  - Lazische Oorlog (541-562)
  - Byzantijns-Sassanidische Oorlog (572-591)
- oorlog met Khusro II
  - Byzantijns-Sassanidische Oorlog (602-628)
    - Sassaniden veroveren Syria en Palestina (613-614)
      - Slag bij Antiochië (613)
      - Beleg van Jeruzalem (614) (zie ook Joodse Opstand)

    - Strijd om Klein-Azië (615)
    - Sassaniden veroveren Egypte (618-621)
    - Herovering van Klein-Azië (622)
      - Slag bij Issus (622)

    - Beleg van Constantinopel (626)
    - Eindoffensief (627-629)
      - Slag bij Ninive (627)